# کیومرث ابوالملوکی
کیومرث ابوالملوکی (زادهٔ ۱۳۰۲ در تهران – درگذشتهٔ ۲۹ تیر ۱۳۹۹ در تهران) کشتی‌گیر، مربی، داور و نویسنده ورزشی ایرانی بود. از وی به عنوان پدر کشتی ایران و یکی از اصلی‌ترین رواج دهندگان کشتی نوین در ایران یاد می‌کنند.

## زندگی و فعالیت
کیومرث ابوالملوکی در سال ۱۳۰۲ در تهران به دنیا آمد. او در آذر ۱۳۱۸ خورشیدی کشتی را زیر نظر حمید محمودپور آغاز کرد. او می‌گوید: "در دهه ۱۳۲۰ (خورشیدی) برای شنا به امجدیه رفته بودم که آن موقع خارج شهر بود. دیدم چند نفر مشغول به تمرین کشتی هستند. ایستادم و خوشم آمد". حمید محمودپور فارغ‌التحصیل رشتهٔ تربیت بدنی از اروپا بود که برای نخستین‌بار کشتی را از گود زورخانه به روی تشک کشتی آورد.
ابوالملوکی هیچ‌گاه نتوانست بعنوان کشتی‌گیر در رقابت‌های بین‌المللی حضور یابد و تنها یک بار در سال ۱۳۲۳ قهرمان کشور در وزن دوم در هر دو رشتهٔ آزاد و فرنگی شد. کیومرث ابوالملوکی همچنین عضو هیئت‌رئیسه نخستین فدراسیون کشتی ایران در فروردین ۱۳۲۸ بود. در ۱۰ دی ۱۳۲۸ نیز به سمت مربی رسمی فدراسیون کشتی رسید. وی همچنین به کار مربیگری در کشتی نیز پرداخت و شاگردانی نظیر علی غفاری را پرورش داد. در سال ۱۹۵۴ در رقابت‌های قهرمانی جهان در توکیو کمک استاد فیلی بود که تیم ایران در این رقابت‌ها توسط جهانبخت توفیق و عباس زندی صاحب ۲ مدال طلا و محمدعلی فردین صاحب ۱ مدال نقره و در مجموع با ۲۲ امتیاز سوم شد.
ابوالملوکی علاوه بر کشتی گرفتن و مربی‌گری، سال‌ها به عنوان دبیر ورزش دبیرستان‌های تهران کار کرد. همچنین در دانشگاه ملی ایران و دانشسرای عالی تربیت بدنی، بین سال‌های ۱۳۲۹ تا ۱۳۴۷ به آموزش کشتی پرداخت و در چند رقابت بین‌المللی مانند بازی‌های آسیایی ۱۹۷۴ در تهران سرپرست تیم‌های گوناگون ورزشی ایران بود.
کیومرث ابوالملوکی نخستین نویسندهٔ کتاب در ورزش ایران در زمینهٔ آموزش کشتی در ایران بود. وی دو کتاب رموز کشتی در سال ۱۳۲۴ و فنون کشتی به‌صورت مصور در سال ۱۳۲۶ را نوشته که این کتاب ۵ بار تجدید چاپ شد. نگاره‌های کتاب رموز کشتی، تصاویر اجرای فن توسط خود ابوالملوکی، روی شاگردانش هستند. کتاب ۱۰ دقیقه ورزش برای بانوان چاپ سال ۱۳۴۶ نیز از نخستین آثار علمی -  ورزشی نوشته شده برای ورزش زنان است.
بیشتر شهرت کیومرث ابوالملوکی به خاطر داوری در ورزش کشتی است، ابوالملوکی در سال ۱۹۴۹ (میلادی) نخستین داور بین‌المللی کشتی ایران بود.
ابوالملوکی در رقابت‌های قهرمانی جهان ۱۹۵۱ در هلسینکی، فنلاند و بازی‌های المپیک ۱۹۵۶ در ملبورن، استرالیا همراه مهدی نیک‌خو و در بازی‌های المپیک تابستانی ۱۹۶۰ رم همراه حمیدی و نیک‌خو داوری کرد. او در چند رویداد داخلی حساس نیز همانند دیدار دوستانه تیم‌های کشتی باشگاه نیرو راستی با تیم ایتالیا در سال ۱۳۲۹ در تهران با نیک‌خو، یعقوب لطیفی و بیات؛ انتخابی المپیک ۱۹۵۶ ملبورن همره مجتبوی، نیک‌خو و سعدیان و در مسابقات انتخابی تیم ملی کشتی آزاد ایران در سال ۱۳۳۷ در سالن پارک شهر پیشین به همراه استاد بلور که در آن زمان دیدار حساس جهانبخت توفیق و امامعلی حبیبی را سوت زد نیز داوری کرد.
ابوالملوکی بین سال‌های ۱۳۵۴ تا ۱۳۵۸ شهردار دهکده المپیک بود و پس از آن تنها به سرزدن به سالن‌های کشتی و گاهی آموزش داوری پرداخت.
کیومرث ابوالملوکی تا واپسین روزهای زندگی خود با رسانه‌های ورزشی نامه‌نگاری می‌کرد و ایرادهای تاریخی مطالب چاپ شده را گوشزد می‌کرد.
کیومرث ابوالملوکی با همسر خود "آناماریا" در جریان المپیک ۱۹۶۰ رم آشنا شد.

## عناوین و فعالیت‌ها
- نایب قهرمان کشتی آزاد ایران ۱۳۲۲
- نفر سوم کشتی فرنگی ایران ۱۳۲۲
- قهرمان کشتی آزاد ایران ۱۳۲۳
- قهرمان کشتی فرنگی ایران ۱۳۲۳
- دبیر ورزش دبیرستان‌های تهران ۱۳۲۴
- نویسنده نخستین کتاب علمی، آموزشی کشتی در ایران ۱۳۲۴
- نویسنده نخستین کتاب فنون کشتی‌های آزاد و فرنگی مصور ۱۳۲۶
- عضو هیئت رئیسه و انتخابی نخستین فدراسیون کشتی ایران ۱۳۲۸
- نخستین داور بین‌المللی کشتی ایران ۱۳۲۸
- مربی رسمی فدراسیون کشتی ایران با تصویب انجمن ملی تربیت بدنی ایران ۱۳۲۸
- سرمربی تیم ملی کشتی آزاد ایران در مسابقه‌های جهانی توکیو ۱۳۳۳ (۱۹۵۴)
- دبیر و نایب رئیس فدراسیون کشتی ایران بین سال‌های ۱۳۳۷ تا ۱۳۴۱ و همچنین بین سال‌های ۱۳۴۹ تا ۱۳۵۱
- بازرس فنی سازمان تربیت بدنی ایران ۱۳۴۱
- استاد کشتی دانش‌سرا و دانشکده تربیت بدنی و دانشگاه ملی و دانشسرای عالی تربیت بدنی ایران ۱۳۳۱ تا ۱۳۴۷
- حضور در کلاس کشتی فرنگی، بدنسازی، ورزش‌های دبیرستانی و دانشگاهی در کشورهای سوئد و فنلاند ۱۳۳۴ (۱۹۵۵)
- سرپرست امور کشتی فرنگی کشور ۱۳۳۶
- سرپرست، مربی، داور در بازی‌های المپیک، مسابقه‌های جهانی و بین‌المللی و کنگره‌های ورزشی ۱۹۴۹، ۱۹۵۱، ۱۹۵۴، ۱۹۵۶، ۱۹۵۹، ۱۹۶۰، ۱۹۶۴، ۱۹۷۱، ۱۹۷۴ و ۱۹۷۸.
- نظامت دروس عملی شبانه و روزانه تربیت بدنی دانشسرای عالی ۱۳۴۵
- نویسنده کتاب ۱۰ دقیقه ورزش برای بانوان ۱۳۴۶
- سرپرست رشته‌های وزنه‌برداری، بدمینتون، دوچرخه‌سواری و تیراندازی در بازی‌های آسیایی ۱۹۷۴ تهران
- شهردار دهکده المپیک از ۱۳۵۴ تا ۱۳۵۸
- مفتخر به کسب ده‌ها مدال، نشان و دیپلم‌های افتخار ورزشی از ایران و سایر کشورهای جهان[۹]